# Скотуса (Тесалия)
 Тази статия е за града в Тесалия.  За селището на Струма вижте Скотуса.  
Скотуса (на старогръцки: Σκοτοῦσσα) е древен град в Пеласгиотида, централна Тесалия, между Фере и Фарсала.
През V в. пр. Хр. Скотуса придобива голямо значение с оракула си на Зевс и зърнодобива си.
През 367 г. пр. Хр. градът е завладян от тирана Александър от Фере. По-късно попада под македонска власт. Укрепен е от цар Филип V Македонски.
На възвишенията Киноскефале северно от Скотуса се състоят две важни сражения от Древността – битката от 364 г. пр. Хр., в която пада тиванският военачалник Пелопид, и решителната битка от втората война между Филип V и Рим.
В Римската империя Скотуса запада. Към средата на II в. пр. Хр., по времето на Павзаний, градът е вече опустял. До днес са запазени следи от стени и кули около някогашния акропол.